# D. Tóth András
D. Tóth András (Kaposvár, 1981. július 17. –) újságíró, riporter, műsorvezető, az RTL Klub munkatársa. Nővére D. Tóth Kriszta műsorvezető, nagynénje Kútvölgyi Erzsébet Kossuth-díjas színművésznő.

## Tanulmányai
1996-2000 között a kaposvári Táncsics Mihály Gimnáziumba járt, biológia szakra, majd a Kaposvári Egyetem kommunikáció szakán, később a Budapesti Kommunikációs és Üzleti Főiskolán folytatta tanulmányait.

## Munkái
A televízióban először 2001-ben szerepelt, a Barátok közt című magyar sorozatban. 2004-től a Független Hírügynökség gyakornoka. 2005-től az RTL Klub gyakornoka (Fókusz, Híradó), később riportere (Híradó, XXI. század, Reflektor, Fókusz), majd műsorvezetője (Házon kívül, Fél Kettő, Reflektor). 2013-tól 2016-ig az RTL Híradó műsorvezetője volt. 2018-ig pedig a Fókusz műsorvezetője volt Barabás Éva mellett.